# Văn khố Tông tòa Vatican
Văn khố Tông toà Vatican (chữ Latin: Archivum Apostolicum Vaticanum; tiếng Ý: Archivio Apostolico Vaticano) là kho trong Thành Vatican lưu trữ tất cả giấy tờ được Toà Thánh ban bố, cũng chứa các công văn, thư từ, sổ sách kế toán, và nhiều tài liệu khác được Giáo hội tích lũy trong nhiều thế kỷ, thuộc sở hữu của chức vị giáo hoàng. Thế kỷ 17 được tách ra từ Thư viện Vatican theo lệnh của Giáo hoàng Phaolô V. Bị khoá chặt đến khi Giáo hoàng Lêô XIII cho phép các nhà nghiên cứu lấy tư liệu vào cuối thế kỷ 19; hiện nay hơn một nghìn vào trong Văn khố mỗi năm. Đến tháng 10 năm 2019 tên là Văn khố Mật Vatican.

## Tên
Từ "mật" trong tên cũ Văn khố Mật Vatican không có nghĩa hiện đại là bí mật. Nó nên hiểu là riêng tư, riêng biệt, tư nhân vì tài liệu lưu trữ thuộc sở hữu cá nhân của giáo hoàng, không phải của Toà Thánh hay bất cứ bộ nào thuộc Giáo triều Rôma. Tuy nhiên một vài phần của kho lưu trữ vẫn đúng là bí mật hay cơ mật trong ngữ cảnh hiện đại, chủ yếu tài liệu về các nhân vật và hoạt động đương đại, bao gồm mọi tư liệu từ sau năm 1939 và giấy tờ riêng của các nhân vật trong giáo hội sau năm 1922. Ngày 28 tháng 10 năm 2019 Giáo hoàng Phanxicô ra tự sắc đổi tên Văn khố Mật Vatican thành Văn khố Tông toà Vatican.

## Lịch sử

### Thời kỳ đầu
Thế kỷ 1 Giáo hội đã gom góp được khá nhiều hồ sơ. Hiện nay phần lớn bị thất lạc, nhưng may mà được sách vở đương thời và sau này trích dẫn xem xét nên tên vẫn còn. Những thế kỷ sau Giáo hội gom càng nhiều quyền hạn, các giáo hoàng càng hay công du khắp châu Âu để đàm phán hiệp ước với vua các nước hay ra mặt cho mọi người biết. Vì lúc đi thì phải mang theo tài liệu lưu trữ để làm việc nên mất mát một số giấy tờ. Ban đầu tư liệu của Giáo hội được lưu trữ ở Cung Lateran, về sau tại nơi ở chính thức của giáo hoàng.
Thế kỷ 11 có ít nhất ba kho lưu trữ: Cung Lateran, Vương cung thánh đường Thánh Peter, và cung điện Palatine. Từ thế kỷ 11 đến thế kỷ 13 một phần lớn các tài liệu lưu trữ biến mất. Khi giáo hoàng tạm chuyển đến Avignon thì quá trình vận chuyển tài liệu lưu trữ tổng cộng mất 20 năm. Trên đường nhiều nơi trữ đỡ bị cướp phá vào năm 1314, năm 1319, và năm 1320.
Những giáo hoàng đối cử cũng xây dựng kho lưu trữ riêng. Vào cuộc Ly giáo phương Tây có hai kho lưu trữ phát triển cùng lúc; lúc giáo hoàng đối lập Gioan XXIII nổi lên thì có đến ba. Đến năm 1784 các kho lưu trữ của những đối thủ giáo hoàng mới được thống nhất với kho văn của Vatican. Khi Vatican bị cướp vào năm 1404 sổ sách và sử liệu bị vứt xuống đường, còn Giáo hoàng Innôcentê VII thì bỏ trốn thành phố. Có tin là hậu nhiệm Giáo hoàng Grêgôriô XII bán một lượng lớn tài liệu lưu trữ vào năm 1406, bao gồm một vài sổ sách giáo hoàng.
Năm 1612 Giáo hoàng Phaolô V ra lệnh gom góp tất cả giấy tờ của Giáo hội vào một chỗ.

### Thời kỳ Napoléon
Thập kỷ 1790 Napoléon yêu cầu các nước trên bán đảo Ý bị Pháp chinh phục phải cống nạp tranh vẽ và bản thảo. Theo hiệp định ngừng chiến với Toà Thánh vào ngày 23 tháng 6 năm 1796 "Giáo hoàng sẽ giao cho Pháp 100 bức tranh, tượng bán thân, bình hoa hay tượng … cùng 500 bản thảo", tất cả đều do Pháp chọn. Trong các sách vở gửi đến Paris có quyển Codex Vaticanus là bản Kinh Thánh bằng tiếng Hy Lạp lâu đời nhất còn tồn tại. Lúc lên ngôi hoàng đế vào năm 1804 thì Napoléon trù hoạch xây dựng kho lưu trữ các tư liệu và kho báu của châu Âu đặt ở Paris. Năm 1809 ra lệnh chuyển toàn bộ Văn khố Vatican đến Paris; năm 1813 hơn 3.000 thùng đã được tải đi mà chỉ chịu tổn thất nhỏ.
Tháng 4 năm 1814 tân chính phủ Pháp bắt đầu trả lại hồ sơ lưu trữ sau khi Napoléon bại trận, nhưng không tài trợ đầy đủ hành trình, dẫn đến thất lạc trên đường. Quan chức Vatican phải gây kinh phí bằng cách bán một số tập cũng như gói các tài liệu để bán theo trọng lượng. Uớc tính là "khoảng từ một phần tư đến một phần ba tài liệu lưu trữ tải đến Paris không cánh mà bay."

### Thế kỷ 19
Năm 1855 Văn khố bắt đầu xuất bản các pho tài liệu nhiều cuốn. Từ năm 1867 cho phép học giả  lấy những tư liệu về phiên xét xử Galileo để vỗ về cho yên tố cáo là Giáo hội tẩy trắng cuộc Thẩm giáo, dẫn đến tranh cãi kéo dài về tính xác thực của tài liệu. Khả năng xem xét tài liệu giới nghiên cứu mất trong thời gian ngắn sau khi Giáo hội mất nước vào năm 1870, bị quan chức lưu trữ hạn chế để khẳng định quyền kiểm soát đối với nước Ý thắng trận.
Năm 1879 Giáo hoàng Lêô XIII bổ nhiệm Hồng y Josef Hergenröther làm chuyên viên lưu trữ, ngay lập tức đề nghị rằng các sử gia được vào kho lưu trữ. Hạn chế vốn dĩ là do lo ngại rằng các tín đồ đạo Tin Lành có thể mượn cớ nghiên cứu để phỉ báng hay làm xấu mặt Giáo hội. Lúc đầu Giáo hoàng Lêô ra lệnh cất phòng đọc, mở vào ngày 1 tháng 1 năm 1881. Khi nhận tin nhà sử học theo đạo Tin Lành dùng tài liệu kho văn bào chữa Giáo hội chống cáo buộc làm giả giấy tờ thì càng phục. Tháng 8 năm 1883 gởi thư đến ba hồng y cùng phụ trách kho lưu trữ, ca ngợi cách nghiên cứu lịch sử có thể làm rõ vai trò của giáo hoàng trong văn hóa châu Âu và chính trị Ý. Giáo hoàng tuyên bố cho phép những nhà nghiên cứu công chính thận trọng vào kho lưu trữ; tháng 2 năm 1884 nói trước Hội Görres: "Hãy tìm về nguồn. Đó là lý do tôi đã mở kho văn cho các bạn. Chúng tôi không sợ người ta công bố tài liệu."

### Thời nay
Năm 1979 sử gia Carlo Ginzburg gởi thư đến tân Giáo hoàng Gioan Phaolô II xin mở kho lưu trữ tài liệu Bộ Giáo lý Đức tin, cũng gọi là Kho văn Thẩm giáo. Theo Giáo hoàng Biển Đức XVI bức thư góp phần đẩy Toà Thánh ra quyết định mở khoá.
Mặc dù có chính sách khoá tài liệu về một giáo hoàng đến 75 năm sau khi hết nhiệm kỳ, song một vài giáo hoàng đã cho phép ngoại lệ. Giáo hoàng Phaolô VI công bố các hồ sơ của Công đồng Vaticanô II không lâu sau khi bế mạc, còn Giáo hoàng Gioan Phaolô II thì cho phép học giả lấy những tài liệu từ kho lưu trữ lịch sử của Bộ Ngoại giao Thành Vatican liên hệ tới quan hệ giữa Toà Thánh và Đức vào nhiệm kỳ của Giáo hoàng Piô XI để "chấm dứt những suy đoán vô cớ và thiếu suy nghĩ" về Giáo hội với Đảng Quốc xã.
Sau khi bộ phim Thiên thần & Ác quỷ gây chú ý Văn khố thì Toà Thánh cho một nhóm nhà báo tham quan vào năm 2010 để phản bác nội dung của phim.
Năm 2018 Giáo hoàng Phanxicô ra lệnh Văn khố mở những tài liệu có thể trợ giúp việc xem xét cựu Hồng y Theodore McCarrick, bị tố cáo quấy rối tình dục chủng sinh và có quan hệ với linh mục trẻ.
Ngày 4 tháng 3 năm 2019 Giáo hoàng Phanxicô thông báo tài liệu liên quan đến Giáo hoàng Piô XII sẽ mở vào ngày 2 tháng 3 năm 2020. Phanxicô than rằng sự nghiệp của Piô bị chê một cách bất công và quá mức, nhưng tin là Giáo hội chẳng phải sợ sử học và mong đợi những lời chỉ trích thích đáng. Ngoài giúp xem xét cách Piô đối phó với cuộc Holocaust ra các tư liệu lưu trữ sẽ trỏ ra việc Kitô giáo thay đổi phạm vi từ châu Âu xuống Nam Toàn cầu. Từ năm 2006 khoảng 16 triệu trang tài liệu đang được bộ phận lưu trữ sửa soạn cho các nhà nghiên cứu dễ xem.

## Tư liệu
Văn khố Tông toà Vatican chứa giá đỡ ước tính dài tổng cộng 85 km, chỉ trong danh mục chọn lọc có đến 35.000 quyển.
Từ Giáo hoàng Innôcentê III thư từ của các giáo hoàng được lưu trữ đầy đủ. Thư tín của một vài giáo hoàng tiền nhiệm vẫn còn, bao gồm của Gioan VIII và Grêgôriô VII. Có rất ít tài liệu khác về giáo hoàng trước thế kỷ 13.
Những văn kiện đáng chú ý bao gồm bản ghi chép tay phiên xét xử Galileo tội tà giáo và thư của Michelangelo phàn nàn chưa được trả tiền lương bích hoạ ở Nhà nguyện Sistina.
Để kỷ niệm tròn 400 năm ngày thành lập Văn khố Vatican 100 tài liệu từ thế kỷ 8 đến thế kỷ 20 được trưng bày từ tháng 2 đến tháng 9 năm 2012 trong cuộc triển lãm "Lux in arcana - Văn khố Bí mật Vatican tự bật mí" ở Viện bảo tàng Capitoline tại La Mã, bao gồm tông sắc tuyệt thông Martin Luther năm 1521 và bức thư của Mary I của Scotland, viết trong khi đợi hành quyết.
Văn khố cũng có bộ phận chụp ảnh và bảo tồn riêng.

## Chính sách lấy tài liệu

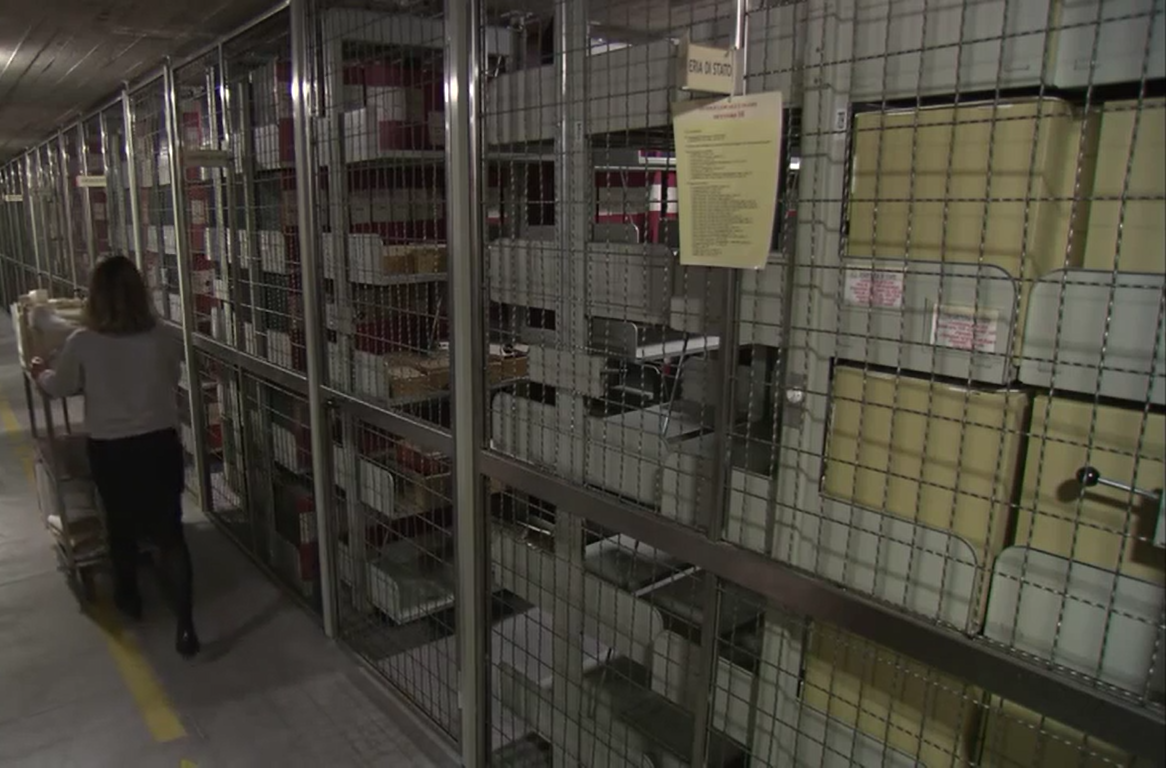
Văn khố Bí mật Vatican (2015).

Văn khố tiếp giáp với Thư viện Vatican. Năm 1980 hầm lưu trữ mới được đào.
Học giả vừa hợp cách vừa nghiên cứu khoa học thuộc các tổ chức giáo dục cao đẳng mà giỏi nghiên cứu tài liệu lưu trữ thì có thể nộp đơn xin thẻ vào. Cần thư giới thiệu từ viện nghiên cứu được công nhận hay người có trình độ phù hợp trong lĩnh vực nghiên cứu lịch sử của người nộp đơn. Phải điền thông tin cá nhân và mục đích nghiên cứu. Chỉ sáu mươi nhà nghiên cứu được vào mỗi ngày.
Ngoài một số ngoại lệ như tư liệu về Giáo hoàng Piô XII (1939-1958) ra các tài liệu từ sau năm 1939 không được mở nghiên cứu. Tài liệu lưu trữ liên quan đến việc riêng của các hồng y từ năm 1922 cũng bị khoá kín.

## Số hoá

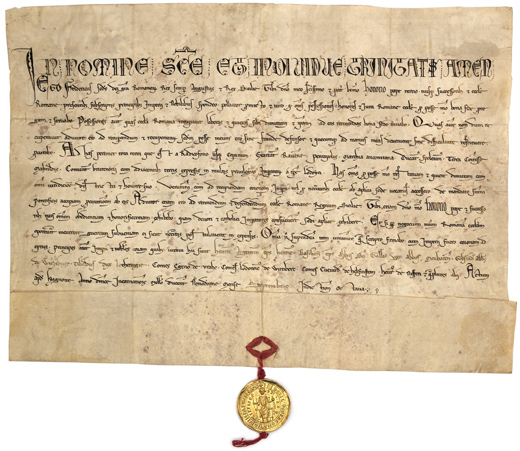
Văn kiện từ Văn khố Tông toà chép lời thề được Frederick II tuyên trước Giáo hoàng Hônôriô III ở Haguenau, tháng 9 năm 1219. Đây là tỷ dụ lý do chữ viết tay thời trung cổ khó đọc, đối với cả người lẫn máy.

Đầu thế kỷ 21 Văn khố Tông tòa Vatican bắt đầu số hoá nội bộ tư liệu cho tiện việc nghiên cứu và để bảo quản tài liệu cũ.
Năm 2018 kho lưu trữ có 180 terabyte dung lượng lưu trữ và đã số hoá hơn bảy triệu hình ảnh. Tuy nhiên do hồ sơ lưu trữ mênh mông nên chỉ là một hạt cát trong sa mạc; số lượng tư liệu được chuyển đổi thành văn bản máy tính có thể tìm kiếm được còn nhỏ hơn.

## Những kho lưu trữ khác
Toà Thánh có những kho lưu trữ khác ở Rome, vì mọi bộ của Giáo triều Rôma đều có kho văn riêng. Từ "bí mật" theo nghĩa hiện đại có thể được áp dụng đối với một số tài liệu liên hệ đến các vấn đề trong bí tích của Toà Ân giải. Thư được Toà ban hành đến năm 1564 được gửi trong Văn khố Tông toà Vatican và những học giả có trình độ có thể lấy tham khảo; một nửa đã được số hoá cho dễ xem. Mặc dù nhiều thế kỷ trôi qua từ năm 1564, song vì tài liệu cơ mật nên có các quy tắc xuất bản đặc biệt.

### Trích dẫn
1. ↑  "Contacts". Vatican Secret Archives. Bản gốc lưu trữ ngày 17 tháng 4 năm 2019. Truy cập ngày 9 tháng 4 năm 2019.
2. ↑  Pastor, Ludwig von (1906). The History of the Popes, from the Close of the Middle Ages: Drawn from the Secret Archives of the Vatican and other original sources. Quyển III. K. Paul, Trench, Trübner & Company, Limited. tr. 31.
3. ↑  Boyle, Leonard E. (2001). A Survey of the Vatican Archives and of Its Medieval Holdings (bằng tiếng Anh). Pontifical Institute of Mediaeval Studies. tr. 14. ISBN 9780888444172.
4. 1 2  "Apostolic Letter in the form of a Motu proprio for the change of the name of the Vatican Secret Archive to the Vatican Apostolic Archive, 28.10.2019". Holy See Press Office. ngày 28 tháng 10 năm 2019. Truy cập ngày 28 tháng 10 năm 2019.
5. 1 2  Harris, Elise (ngày 28 tháng 10 năm 2019). "Vatican archive will no longer be 'secret' but apostolic". Crux. Bản gốc lưu trữ ngày 5 tháng 11 năm 2019. Truy cập ngày 29 tháng 10 năm 2019. Signed Oct. 22 and released Oct. 28, the pope's new norm goes into effect immediately.
6. 1 2  John, Christina (ngày 4 tháng 3 năm 2013). "Making the Invisible Visible: The Secret Vatican Archives". Glocal Notes. University of Illinois Board of Trustees. Truy cập ngày 1 tháng 6 năm 2015.
7. ↑  "Ðổi tên Văn khố Mật Vatican". Công giáo và Dân tộc. ngày 15 tháng 11 năm 2019.
8. 1 2 3 4 5 6 7 8 9  Ambrosini, Maria Luisa (1969). The Secret Archives of the Vatican. Boston: Little, Brown, & Co. tr. 16, 27, 134. ISBN 0760701253. OCLC 35364715. Truy cập ngày 7 tháng 11 năm 2019.
9. 1 2  Cuccia, Phillip (2013). "Controlling the Archives: The Requisition, Removal, and Return of the Vatican Archives during the Age of Napoleon". Napoleonica. La Revue. Quyển 2 số 17. tr. 66–74. doi:10.3917/napo.132.0066. Truy cập ngày 29 tháng 10 năm 2019.
10. ↑  Chadwick, Owen (1976). Catholicism and History: The Opening of the Vatican Archives. Cambridge: Cambridge University Press. tr. 18.
11. ↑  Chadwick, Owen (1976). Catholicism and History: The Opening of the Vatican Archives. Cambridge: Cambridge University Press. tr. 21.
12. ↑  van Gebler, Karl (1879). Galileo Galilei and the Roman Curia. London: C. Kegan Paul & Company. tr. 324ff. Truy cập ngày 31 tháng 10 năm 2019.
13. 1 2  Chadwick, Owen (1976). Catholicism and History: The Opening of the Vatican Archives. Cambridge: Cambridge University Press. tr. 93.
14. ↑  Chadwick, Owen (1976). Catholicism and History: The Opening of the Vatican Archives. Cambridge: Cambridge University Press. tr. 95.
15. ↑  Chadwick, Owen (1976). Catholicism and History: The Opening of the Vatican Archives. Cambridge: Cambridge University Press. tr. 97–103.
16. ↑  Tussing, Nicholas (tháng 9 năm 2007). "The Politics of Leo XIII's Opening of the Vatican Archives: The Ownership of the Past". The American Archivist. Quyển 70 số 2. tr. 364–386. doi:10.17723/aarc.70.2.4076070w5831168x. ISSN 0360-9081.
17. ↑  Schutte, Anne Jacobsen (ngày 1 tháng 5 năm 1999). "Palazzo del Sant'Uffizio: The Opening of the Roman Inquisition's Central Archive". Perspectives on History. American Historical Association. Truy cập ngày 27 tháng 11 năm 2018.
18. ↑  "Vatican Archivists Rush to Declassify WWII Documents". Catholic World News. ngày 20 tháng 2 năm 2002.
19. ↑  Squires, Nick (ngày 27 tháng 5 năm 2010). "The Vatican opens its Secret Archives to dispel Dan Brown myths". The Telegraph (bằng tiếng Anh). ISSN 0307-1235. Truy cập ngày 27 tháng 11 năm 2018.
20. ↑  "Pope authorizes thorough study of Vatican archives into ex-Cardinal McCarrick scandal". WFTV. ngày 6 tháng 10 năm 2018. Bản gốc lưu trữ ngày 18 tháng 11 năm 2018. Truy cập ngày 7 tháng 3 năm 2019.
21. ↑  Winfield, Nicole (ngày 6 tháng 10 năm 2018). "Pope authorizes study of Vatican archives into McCarrick scandal". PBS News Hour. Associated Press. Truy cập ngày 29 tháng 10 năm 2019.
22. ↑  "Address of His Holiness Pope Francis to Officials of the Vatican Secret Archive" (Tài liệu). Libreria Editrice Vaticana. ngày 4 tháng 3 năm 2019. {{Chú thích tài liệu}}: Đã bỏ qua tham số không rõ |access-date= (trợ giúp); Đã bỏ qua tham số không rõ |url= (trợ giúp)
23. ↑  D'Souza, Rinald (ngày 10 tháng 3 năm 2019). "The Shift in the Vatican Secret Archives". Historia Domus. Truy cập ngày 16 tháng 4 năm 2019.
24. ↑  "Pius XII: Pope to open Holocaust-era archives". BBC News. ngày 4 tháng 3 năm 2019. Truy cập ngày 4 tháng 3 năm 2019.
25. ↑  "Home Page Archivio Segreto Vaticano". www.archiviosegretovaticano.va.
26. ↑  Ambrosini, Maria Luisa (1969). The Secret Archives of the Vatican. Boston: Little, Brown, & Co. tr. 84, 92. ISBN 0760701253. OCLC 35364715. Truy cập ngày 7 tháng 11 năm 2019.
27. 1 2  Macdonald, Fiona (ngày 19 tháng 8 năm 2016). "The secret libraries of history". BBC. Truy cập ngày 19 tháng 8 năm 2016.
28. ↑  "Nothing mysterious about Vatican archives, official says". Catholic News Agency. ngày 2 tháng 3 năm 2012. Truy cập ngày 8 tháng 1 năm 2017.
29. ↑  "Conservation and restoration". www.archiviosegretovaticano.va. Truy cập ngày 27 tháng 11 năm 2018.
30. ↑  "Storeroom of the new premises". Bản gốc lưu trữ ngày 21 tháng 8 năm 2009. Truy cập ngày 13 tháng 2 năm 2021.
31. ↑  "Admission request". www.archiviosegretovaticano.va. Truy cập ngày 27 tháng 11 năm 2018.
32. ↑  O'Loughlin, Michael (ngày 1 tháng 9 năm 2014). "What's hidden in the Vatican Secret Archives?". CRUX. Boston Globe Media Partners, LLC. Bản gốc lưu trữ ngày 17 tháng 11 năm 2015. Truy cập ngày 1 tháng 6 năm 2015.
33. ↑  "Catholic World News: Computerizing Archives for the Holy Office, Inquisition". ngày 21 tháng 11 năm 2003. Bản gốc lưu trữ ngày 21 tháng 11 năm 2003. Truy cập ngày 27 tháng 11 năm 2018.
34. ↑  "Digital acquisition". www.archiviosegretovaticano.va. Truy cập ngày 27 tháng 11 năm 2018.
35. ↑  "The Archive of the Tribunal of the Apostolic Penitentiary".[liên kết hỏng]

### Sách vở xem thêm
- Blouin, Francis X., Jr.; Coombs, Leonard A.; Yakel, Elizabeth; Carlen, Claudia; Gill, Katherine J. (1998). Vatican Archives: an inventory and guide to historical documents of the Holy See. Oxford: Oxford University Press. ISBN 0-19-509552-9.{{Chú thích sách}}:  Quản lý CS1: nhiều tên: danh sách tác giả (liên kết)
- Borromeo, Agostino (2003). L'inquisizione: atti del Simposio internazionale, Città del Vaticano [The inquisition: proceedings of the international Symposium, Vatican City] (bằng tiếng Ý). Biblioteca apostolica vaticana. ISBN 88-210-0761-8.